# Strymon caryaevorus
Strymon caryaevorus är en fjärilsart som beskrevs av Mcdunnough 1942. Strymon caryaevorus ingår i släktet Strymon och familjen juvelvingar. Inga underarter finns listade i Catalogue of Life.